# Une saisie mouvementée
Pour plus de détails, voir Fiche technique et Distribution.
Une saisie mouvementée (Bacon Grabbers) est un court-métrage américain, sonore et en noir et blanc, réalisé par Lewis R. Foster, sorti en 1929.
Il met en scène le duo comique Laurel et Hardy.

## Synopsis
Laurel et Hardy, agents du recouvrement, sont chargés d'intervenir auprès d'un individu qui n'a pas payé la taxe sur son poste de radio. À leur arrivée, ce dernier refuse catégoriquement de s'exécuter. Le ton monte, et les deux compères décident de récupérer le poste.

## Fiche technique
- Titre : Une saisie mouvementée
- Titre original : Bacon Grabbers
- Réalisation : Lewis R. Foster
- Scénario : Leo McCarey, H.M. Walker
- Chef-opérateur : Jack Roach, George Stevens
- Montage : Richard C. Currier
- Production : Hal Roach
- Société de production : Hal Roach Studios
- Société de distribution : Metro-Goldwyn-Mayer
- Pays de production :  États-Unis
- Langue originale : anglais américain
- Format : noir et blanc — 35 mm — 1,33:1 — son : mono (film sonore (partition musicale et effets sonores) et film muet)
- Genre : comédie
- Durée : 19 minutes
- Date de sortie : 19 octobre 1929

## Distribution

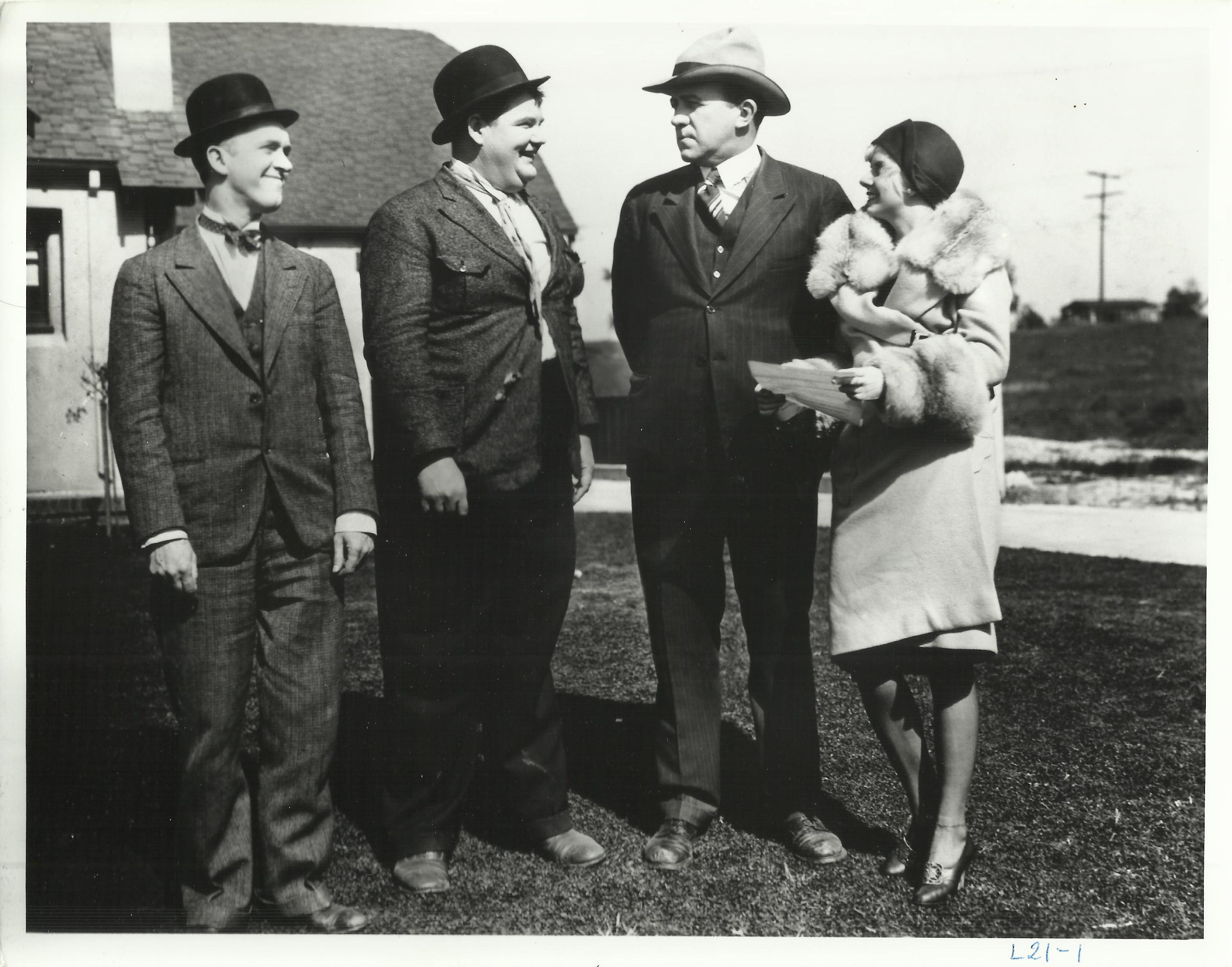
De gauche à droite : Stan Laurel, Oliver Hardy, Edgar Kennedy et Jean Harlow dans "Une saisie mouvementée"

- Stan Laurel : Stan
- Oliver Hardy : Hardy
- Edgar Kennedy : Collis P. Kennedy
- Jean Harlow : Mrs Kennedy
- Harry Bernard : un flic
- Eddie Baker : le shérif
- Bobby Dunn
- Charlie Hall
- Sam Lufkin

## Commentaires
- Signification du titre du film : Dans les années 1920 et 1930, aux États-Unis, le terme « Bacon Grabbers » était utilisé pour décrire les personnes ayant l'autorité légale du bureau du shérif pour reprendre possession de la propriété si les paiements mensuels étaient en retard depuis longtemps.
- « Un extraordinaire ballet avec un gag final irrésistible » selon Jean Tulard[1].
- « Tourné initialement avec accompagnement musical et bruitage, le film s'avère bien meilleur dans sa version muette. Il s'agit d'un film essentiellement visuel, sans aucun dialogue, mais mieux construit que les films précédents. De même que Big Business, auquel il ressemble par sa structure, il traite d'une seule situation ; chaque gag est mis en valeur et sa charge comique est portée au paroxysme. … Cette œuvre est l'une des meilleures productions tournées par Laurel et Hardy en 1929 »[2] selon William K. Everson.